# سرخس نر (سرده)
سرخس نر (در متون طب سنتی دروبطارس) (نام علمی: Dryopteris) نام یک سرده از تیره نرسرخسیان است.

## نگارخانه

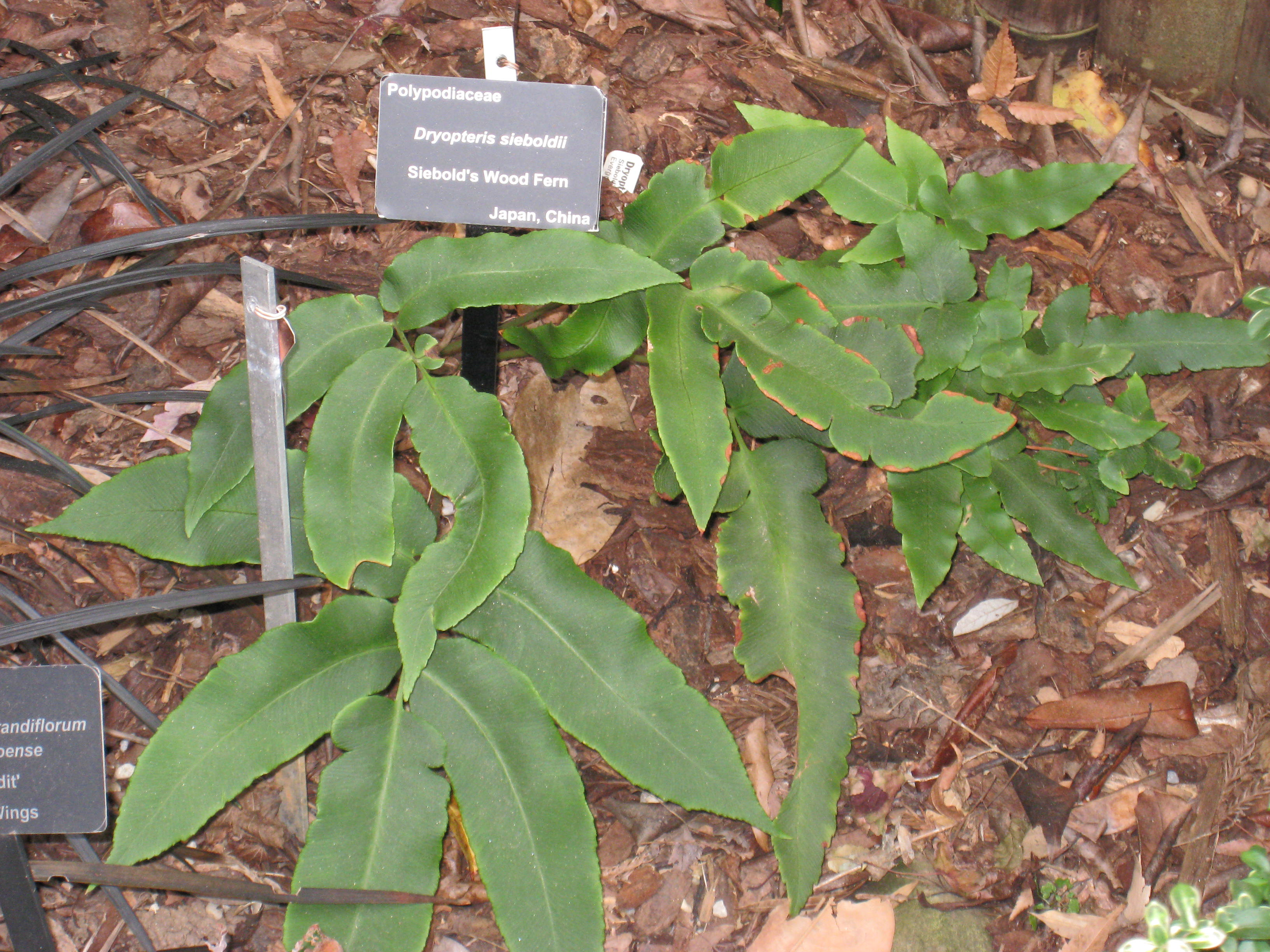